# Russell (Georgia)
Russell es un lugar designado por el censo ubicado en el condado de Barrow en el estado estadounidense de Georgia. En el año 2010 tenía una población de 1,203 habitantes.

## Geografía
Russell se encuentra ubicado en las coordenadas 33°58′47″N 83°41′32″O / 33.97972, -83.69222.